# Dichodontium ferrugineum
Dichodontium ferrugineum là một loài rêu trong họ Dicranaceae. Loài này được Wilson A. Jaeger mô tả khoa học đầu tiên năm 1880.